# 野村殖産
野村殖産株式会社（のむらしょくさん）は、大阪市中央区に本社を置く不動産業務・農林業務を行う企業。野村徳七により設立された旧野村財閥に属している。
大和銀行（現：りそな銀行）、野村證券、野村貿易などと同じ旧野村財閥系事業会社。　
1945（昭和20）年8月31日に旧野村財閥の不動産を引き継ぎ設立。
1989（平成元）年8月18日不動産賃貸業と建設業を兼営する企業として野村建設工業株式会社を分離独立させた。
旧大和銀行東京本部ビル（大手町野村ビル）や、旧野村財閥の東京の拠点であった日本橋野村ビルディングなど、旧野村財閥に由来する建物を保有、管理している。

## 沿革
設立前
- 1929年（昭和4年） - 「ヤマト土地産業株式会社」設立
- 1936年（昭和11年） - 「ヤマト産業株式会社」に商号変更
- 1942年（昭和17年） - 「野村殖産貿易株式会社」に商号変更
- 1945年（昭和20年） -  「野村貿易株式会社」に商号変更

設立後
- 1945年（昭和20年） - 野村建設工業株式会社設立。野村殖産貿易株式会社の不動産業務・農林業務を継承
- 1989年（平成元年） - 野村殖産株式会社に商号変更。建設部門を「野村建設工業株式会社」として分離

## 所有物件
大阪
- 高麗橋野村ビル
- 備後町・第二野村ビル
- 本町野村ビル
- 北浜野村ビル
- 今橋野村ビル
- 安土町野村ビル
- 堺筋東野村ビル
- 博労町野村ビル
- 北浜東野村ビル
- 吹田野村ビル
- 島町第二野村ビル

東京
- 日本橋野村ビルディング
- （過去に所有）大手町野村ビル